# Приозёрное сельское поселение (Архангельская область)
Приозёрное се́льское поселе́ние или муниципальное образование «Приозёрное» — муниципальное образование  со статусом сельского поселения в Каргопольском муниципальном районе Архангельской области.
Соответствует административно-территориальным единицам в Каргопольском районе — Усачёвский и Приозёрный сельсоветы.
Административный центр — деревня Шелоховская.

## География
Приозёрное сельское поселение находится на юго—западе Архангельской области, к северу от озера Лача в Каргопольском районе. Крупнейшие реки в поселении: Онега, Лейбуша, Волошка, Малая Порма.

## История
Муниципальное образование было образовано в 2006 году.
Первоначально в 2004 году планировалось создать 2 поселения: Приозёрное сельское поселение и Усачёвское сельское поселение с административным центром в деревне Усачёвская).
В 1860 году в селе Волосово Олонецкой губернии произошло последнее массовое самосожжение старообрядцев в Поонежье. После ликвидации в 1929 году Каргопольского уезда в Северном крае и Северной области территория поселения входила в состав Приозёрного района с центром в селе Конёво. В 1954 году Волосовский сельсовет был присоединён к Архангельскому с/с. В 1963 году, в связи с введением деления на сельские и промышленные районы в СССР, Архангельский сельсовет вошёл в состав Каргопольского сельского района, с 1965 года — в составе Каргопольского района. В 1977 году Архангельский сельсовет переименован в Приозерный сельсовет (Решением облисполкома от 10 марта 1977 года упразднён с/с Троицкий с включением его территории в состав с/с Приозерного, переименованного из Архангельского).

## Население
| 2005  | 2010  | 2011  | 2012  | 2013  | 2014  | 2015  |
| ----- | ----- | ----- | ----- | ----- | ----- | ----- |
| 2357  | ↘1978 | ↘1967 | ↘1920 | ↘1884 | ↘1868 | ↘1826 |
| 2016  | 2017  | 2018  | 2019  | 2020  |       |       |
| ↘1749 | ↘1669 | ↘1659 | ↘1599 | ↘1556 |       |       |

## Состав сельского поселения
В состав сельского поселения входят 52 населённых пункта.
| №  | Населённый пункт                 | Тип населённого пункта          | Население |
| -- | -------------------------------- | ------------------------------- | --------- |
| 1  | Акуловская                       | деревня                         | →0        |
| 2  | Ананьинская                      | деревня                         | →0        |
| 3  | Андреевская                      | деревня                         | →0        |
| 4  | Ануковская                       | деревня                         | →0        |
| 5  | Афаносовская                     | деревня                         | →2        |
| 6  | Барановская                      | деревня                         | →0        |
| 7  | Бронево                          | деревня                         | ↗133      |
| 8  | Брониковская                     | деревня                         | ↗15       |
| 9  | Брычнь                           | деревня                         | →0        |
| 10 | Быковская                        | деревня                         | ↘3        |
| 11 | Васильевская                     | деревня                         | ↗8        |
| 12 | Евдокимовская                    | деревня                         | →6        |
| 13 | Ерзауловская                     | деревня                         | ↘0        |
| 14 | Ескинская                        | деревня                         | ↗1        |
| 15 | Ивкино                           | деревня                         | →0        |
| 16 | Климовская                       | деревня                         | ↗8        |
| 17 | Кожевникова                      | деревня                         | →0        |
| 18 | Кувшинова                        | деревня                         | ↘0        |
| 19 | Лобановская                      | деревня                         | ↗21       |
| 20 | Ломакино                         | деревня                         | →0        |
| 21 | Марковская                       | деревня                         | ↘69       |
| 22 | Машкинская Горка                 | деревня                         | ↗2        |
| 23 | Машкинское Подгорье              | деревня                         | →1        |
| 24 | Мишковская                       | деревня                         | →0        |
| 25 | Никифоровская                    | деревня                         | ↘0        |
| 26 | Никулинская                      | деревня                         | ↘21       |
| 27 | Озерко                           | деревня                         | ↗72       |
| 28 | Олешевская                       | деревня                         | →0        |
| 29 | Опихановская                     | деревня                         | ↗10       |
| 30 | Ореховская                       | деревня                         | ↗3        |
| 31 | Осташевская                      | деревня                         | →0        |
| 32 | Петуховская (с. Волосово)        | деревня                         | ↗15       |
| 33 | Полутинская                      | деревня                         | ↘0        |
| 34 | Преслениха                       | деревня                         | ↘0        |
| 35 | Пузыревская                      | деревня                         | →0        |
| 36 | Романово                         | деревня                         | ↗7        |
| 37 | Савинская                        | деревня                         | →0        |
| 38 | Савинская                        | деревня                         | ↘2        |
| 39 | Семёновская                      | деревня                         | ↗343      |
| 40 | Сигаевская                       | деревня                         | →0        |
| 41 | Сорокинская                      | деревня                         | ↗172      |
| 42 | Спицинская                       | деревня                         | ↘17       |
| 43 | Тереховская                      | деревня                         | →1        |
| 44 | Тороповская                      | деревня                         | ↗33       |
| 45 | Трофимовская (с. Волосово)       | деревня                         | ↗272      |
| 46 | Усачёвская (Усачёво, Усть-Волга) | деревня                         | ↗469      |
| 47 | Фефеловская                      | деревня                         | →0        |
| 48 | Шелоховская (Архангело)          | деревня, административный центр | ↗560      |
| 49 | Шулепово                         | деревня                         | →0        |
| 50 | Шушерино                         | деревня                         | ↗12       |
| 51 | Щепиново (Щипиново, с. Волосово) | деревня                         | →2        |
| 52 | Юлинское                         | деревня                         | →0        |